# Alberto Sordi
Alberto Sordi (Roma, 15 de juny de 1920 - 25 de febrer de 2003) fou un actor i director italià.
Amb motiu del centenari del naixement de l'actor romà, la pel·lícula Permette? Alberto Sordi es va mostrar a les pantalles.

## Filmografia
- Lo Sceicco Bianco (1951)[1]
- I vitelloni (1953)
- Il seduttore (1954)
- La bella de Roma (1955)
- Mi permette babbo (1956)
- Il conte Max (1957)
- La grande guerra (1959)
- Tutti a casa (1960)
- Il vigile (1960)
- Gastone (1960)
- Una vida difícil (Una vita difficile) (1961)
- I due nemici (1962)
- Il medico della mutua (1968)
- Detenuto in attesa di giudizio (1971)
- Emigrant a Austràlia, honrat i ben plantat, vol casar-se amb paisana immaculada
- Lo scopone scientifico (1972)
- I nuovi mostri (1977)
- Un borghese piccolo piccolo (1978)
- Vicis d'estiu (1978)